# Савченко-Бельский, Владимир Александрович
Влади́мир Алекса́ндрович Са́вченко-Бе́льский (14 (26) июля 1867 — 21 сентября 1955) — подполковник Черноморского флота Российской империи (1915), адъютант Севастопольского флотского полуэкипажа (1911—1917). С декабря 1917 года — полковник армии УНР, в 1918 году — полковник флота Украинской державы, в 1919—1920 годах — генерал-хорунжий армии УНР (был начальником Главного военно-морского управления), с 1921 года — политэмигрант в Польше, с 1945 года — во Франции.

## Биография
Родился в местечке Олишевка Козелецкого уезда Черниговской губернии (ныне — село в Черниговском районе Черниговской области Украины), в дворянской семье потомков казацкой старши́ны. Православного вероисповедания.
В 1888 году подлежал призыву на действительную военную службу, — в службу вступил в том же году добровольно, вольноопределяющимся 2-го разряда, выдержав испытания по наукам, и был зачислен рядовым в 112-й пехотный Уральский полк, расквартированный в местечке Кальвария, Сувалкской губернии Царства Польского. По окончании двухлетнего учебного курса в пехотном юнкерском училище, в звании подпрапорщика продолжал службу в своем полку.
В октябре 1893 года был произведен в подпоручики, с переводом в 22-й пехотный Нижегородский полк, расквартированный в Остроленке, Ломжинской губернии. В мае 1898 года произведен в поручики, со старшинством с 01.10.1897.
В 1902 году был переведен поручиком в Морское ведомство, на Черноморский флот, с зачислением по адмиралтейству; в том же году был произведен в штабс-капитаны по адмиралтейству.
Служил в Севастополе, в Севастопольском флотском полуэкипаже. С декабря 1907 года — капитан по адмиралтейству, со старшинством в чине — с 06.12.1907. На июль 1911 года и до конца 1917 года Савченко-Бельский — адъютант того же флотского полуэкипажа. С декабря 1915 года он — подполковник по адмиралтейству (со старшинством в чине — с 06.12.1915), и в чине подполковника был до конца своей службы на дореволюционном российском флоте.
В конце 1917 года подполковник Савченко-Бельский был избран матросами командиром Севастопольского флотского полуэкипажа.

### На службе Украинской народной республике и Украинской державе

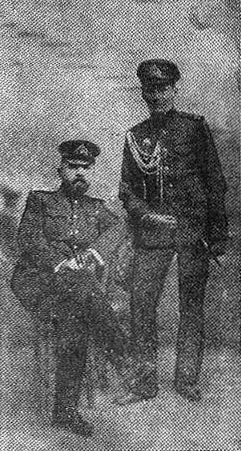
Генерал-хорунжий Владимир Савченко-Бельский и его адъютант Святослав Шрамченко.

В ходе Февральской Революции адъютант Севастопольского флотского полуэкипажа подполковник Савченко-Бельский стал на позиции украинского движения и украинизации флота. Был активным деятелем Севастопольской украинской черноморской общины. Принимал активное участие в просветительской деятельности среди матросов.
В 1917 году был одним из организаторов созданного на основе Севастопольского флотского полуэкипажа и моряков украинизированных кораблей Черноморского флота добровольческого военизированного формирования — морского куреня (батальона) имени Сагайдачного, в составе которого он в ноябре 1917 года прибыл в Киев, на поддержку украинской Центральной Рады.
23 декабря 1917 года подполковник Савченко-Бельский был назначен начальником канцелярии Морского секретариата Центральной Рады и произведен в полковники армии УНР. При гетмане Скоропадском (и до 5 января 1919 года) он оставался на той же должности, — был начальником канцелярии Морского министерства; с 1919 года — генерал-хорунжий.
В 1919 году усилиями генерал-хорунжего Савченко-Бельского и старшего лейтенанта Шрамченко в Каменец-Подольском была сформирована  гардемаринская школа. В это же время генерал-хорунжий, опять ставший начальником канцелярского отдела Морского ведомства, принимает участие в работе по формированию двух полков морской пехоты, которые в будущем планировалось развернуть в дивизию морской пехоты. С июня 1920 он — начальник отдела комплектования Главного управления Генерального управления Генерального штаба, штаба 1-й Запорожской дивизии, генерал-квартирмейстер Запорожской группы.
В 1920 году Савченко-Бельский несколько раз назначался начальником Главного военно-морского управления Военного министерства УНР, в остальное время состоял на должностях начальника Морского генерального штаба УНР и помощника начальника Главного военно-морского управления. С 4 июля 1921 года и до ликвидации Морского ведомства в начале 1922 года — начальник Главного военно-морского управления Военного министерства УНР.
В конце 1920 года, после поражения армии УНР, был интернирован в Тарнуве, в польских лагерях для украинских военных.

### В эмиграции
С 1922 года — в эмиграции в Польше. Проживал на Волыни, в селе Ромейки Сарненского уезда (ныне Ровненской области Украины). Автор многочисленных публикаций в украинских военно-исторических журналах «Табор», «За Державность», «Летопись Красной Калины», «Украинский инвалид», вступал в полемику с многочисленными российскими белоэмигрантскими изданиями. В 1920–30-х годах был лидером украинского военно-морского движения в эмиграции. 10 мая 1937 года был награждён крестом Симо́на Петлюры (дважды, в 1946 году и в период с 1947 по 1958 годы, возглавлял Главную раду Креста Симона Петлюры).
В годы Второй мировой войны сотрудничал с нацистами. В 1943 году был одним из сторонников формирования Украинской освободительной армии в составе Вермахта.
С 1945 года жил во Франции. Умер 21 сентября 1955 года.

## Известные публикации
В. А. Савченко-Бельский — автор ряда публицистических статей, опубликованных в 1930-х годах в Польше, в периодических изданиях украинских эмигрантов, и переизданных в 1990-х годах в Киеве, в частности:
- (укр.) Савченко-Більський В. О. Босфоро-Дарданельське питання і необхідність панування України і на Чорному мирі. «Табор» — військово-літературний журнал, ч. 11, Варшава, 1929, с. 3—11.
- (укр.) Савченко-Більський В. О. Воєнна фльота України. «Табор» — військово-літературний журнал, ч. 12, Варшава, 1929.
- (укр.) Савченко-Більський В. О. Старший лейтенант флоту Михайло Білинський // Другий Зимовий похід. Листопадовий рейд. Базар. — Київ: Фундація ім. О. Ольжича, 1995. — С. 169—172.

## Награды
- Медаль «В память царствования императора Александра III» (1897)
- Орден Святого Станислава 3-й степени (20.03.1906)[4]
- Орден Святой Анны 3-й степени (10.04.1911)[5]
- Медаль «В память 100-летия Отечественной войны 1812 года» (1912)
- Медаль «В память 300-летия царствования Дома Романовых» (1913)
- Медаль «В память 200-летия морского сражения при Гангуте» (1915)
- Орден Святого Станислава 2-й степени (22.03.1915; с 01.01.1915)

Знаки отличия:
- Нагрудный знак в память 200-летнего юбилея 22-го пехотного Нижегородского полка (1911)
- Нагрудный знак в память 100-летнего юбилея 112-го пехотного Уральского полка (1912)

Награды УНР:
- Крест Симона Петлюры (10.05.1937)

## Семья, родные
В. А. Савченко-Бельский происходил из старинного казацко-старшинского рода, ведущего свое начало от Саввы Бельского, литовского шляхтича. Его потомки положили начало ветке рода, владевшей землями в  селе Шаповаловка Борзнянского уезда.
Отец Владимира Александр Григорьевич Савченко-Бельский происходил из Шаповаловки, служил чиновником в губернском правлении в Чернигове, позже в акцизном управлении в Козельце и владел имением в Олишевке.
Мать Владимира, Варвара Леонтиевна (1835–1883), происходила из давнего казацкого рода Сулии́в. Ее отец Леонтий Стефанович Сули́й (Сули́ев) служил судебным чиновником в Нежине, имел чин коллежского асессора и владел имением в селе Володькова Девица Нежинского уезда. 
Род Сулиив, дал Украине большое количество общественных деятелей. Один из них — Фёдор Сули́й, был в своё время главой украинского общества в Петербурге и брал участие в похоронах Тараса Шевченко, позже он организовал свой собственный Шевченковский музей. Дядя Владимира, Митрофан Сулий, входил в состав делегации, которая обратилась к царю Александру II, с требованием предоставить Украине широкую культурную автономию. Воспитанный на таких семейных традициях, Владимир Савченко-Бельский стал украинским патриотом.
На апрель 1916 года — В. А. Савченко-Бельский был женат, детей не имел.

## Савченко-Бельский как военно-морской теоретик Украинского державного флота
В 1918 году Савченко-Бельский сформулировал и предложил принципы общей военной тактики и образа действий Украинского державного флота. Впоследствии они были опубликованы в одном из номеров журналов «Табор». Генерал-хорунжий полагал, что для создания соответствующей морской силы необходимо считаться с финансами страны, с флотами других государств на Чёрном море, с обладателями Крыма и проливов. Флоту ставится задача «господства на Чёрном море», которое будет достигнуто посредством создания сильного линейного флота. Таким образом, Украине будет страшен лишь союз Черноморских государств, так как тогда придется строить флот равный сумме всех флотов на Чёрном море, однако такой вариант развития событий признается маловероятным. В одиночку же флоты Черноморских государств Украине не страшны. Турецкий флот признавался неопасным, так как Турция от войны очень обеднела и не имеет баз для войны на Чёрном море. Румыния тоже не может иметь флота, так как у неё нет для этого подходящих портов. Соответственно, единственным потенциально-опасным флотом признавался российский флот. Здесь делается вывод, что Украине нужен линейный флот, равный двойному флоту самого сильного противника, и этим противником признавалась именно Советская Россия.
Генерал-хорунжий также акцентировал внимание на необходимости создания новых военно-морских баз. Самым подходящим местом для главной стоянки флота генерал-хорунжий находил Тендровский залив, надежно защищенный Тендровской косой. Таким образом, в заливе существовало только два прохода, что заставило бы противника, в случае его намерения закупорить украинский флот, распылять силы. Также генерал-хорунжий предлагает прорыть в Тендровской косе третий, секретный резервный проход для возможности осуществления скрытной переброски морских сил, деблокады и последующего за этим окружения и разгрома вражеского флота, который таким образом будет застигнут врасплох, с тыла.
Для обороны на море, генерал-хорунжий планирует переместить на водные пространства сухопутные, окопные методы войны. В случае войны следовало бы заминировать все пространство, образуемое перед Тендровским и Одесским заливами и Буго-Днепровским лиманом. Около минных полей должны были осуществлять дежурство подводные лодки, миноносцы и канонерские лодки, которые должны были дезориентировать и уводить противника в сторону минных полей. Большое значение уделялось усилению береговой обороны. Таким же образом предлагается оборонять и Азовское море.
В общем плане генерал-хорунжий разбивает современную морскую войну на 2 этапа: период активной позиционной обороны легкими силами, в ходе которой наступающий предполагаемый противник должен быть максимально ослаблен боевыми потерями от легких сил украинского флота и минных полей, после чего начинается второй этап — этап наступательных операций линейного флота, в ходе которых следует  (укр.) «приступити до основного свого завдання заволодіння Чорним морем, знищуючи та замикаючи в портах ворожі фльоти».
Подводной войне против торговли генерал-хорунжий отводил гораздо меньше внимания, предполагая вести её исключительно по призовому праву. Генерал-хорунжий считал неограниченную подводную войну дикостью, а массовое производство подводных лодок находит нецелесообразным и дорогим, так как тонна подводной лодки стоит дороже тонны надводного корабля.
Отдельное и особо большое внимание В. А. Савченко-Бельский уделял личному составу флота, о чём он в той же статье писал:

Самым главным элементом флота является его личный состав. Это душа, мозг, и нервы флота. Недостаточно иметь просто хороший и многочисленный флот — необходимо также иметь и подготовленный для него личный состав. Военно-морская история всех стран и народов богата случаями, когда слабый флот выходил победителем только благодаря своему личному составу, и наоборот из-за невнимательности к нему флот не мог исполнять возложенных на него задач… Поэтому Украине необходимо обратить внимание на личный состав своего будущего флота. Здесь, в эмиграции, об этом не следует забывать. Необходимо помнить, что для создания нашего флота необходимы будут опытные кадры, без которых невозможен будет полезный труд. Необходимо ценой всяческих усилий сохранить небольшие кадры опытных украинских моряков, рассеянных сейчас по целому миру, а в будущем также необходимо приложить все силы для восстановления флота. На образование и воспитание личного состава как практически, так и теоретически, необходимо обратить все наше внимание, не жалея на это ни денежных средств, ни времени. Тяжелую службу во флоте (где мирное время мало чем отличается от военного) необходимо устроить как можно лучше. Лучшим содержанием и льготами привлечь к флоту лучшие силы страны. Уменьшением термина выслуги на пенсию компенсировать преждевременный, из-за тяжелой службы, надрыв организма. Приложить все усилия для популяризации флота в стране. Развитие законов о личном составе должно идти в русле желаний всегда иметь хороший личный состав. Тогда Украина может смело надеяться, что её флот поможет ей твердо встать на ноги, занять в скором времени надлежащее место среди культурных держав мира, а в тяжелые моменты жизни государства флот её блестяще исполнит свой долг перед Родиной.
Оригинальный текст (укр.)
Самим же головним елементом фльоти є її особовий склад. Це є душа, мозок і нерви фльоти. Не досить мати численний та добре удосконалений склад кораблів воєнної фльоти — необхідно мати й особовий склад її. Воєнно-морська історія всіх країн і народів багата випадками, коли слабіша фльота виходила переможною над міцнішою, тільки заради особовому складові й навпаки, через неуважність до особового складу, фльота не мала змоги виконувати покладеного на неї завдання... Тому Україні необхідно звернути пильну увагу на особовий склад своєї майбутньої фльоти. І тут на еміграції не треба про це забувати. Необхідно пам’ятати , що для утворення нашої фльоти потрібні будуть досвідчені фахові сили, без яких неможлива корисна праця. Отож конче потрібно тепер зберегти за всяку ціну невеликий кадр досвідчених українських морських фахівців, що розсіяні по цілому світові, а в майбутньому треба буде ще притягувати всі потрібні корисні сили для відбудови фльоти. На належну постанову справи освіти та виховання особового складу (головним чином старшинського), як теоретично, так і практично, треба буде звернути головну увагу і не жаліти на це ні грошових засобів, ні часу. Тяжку службу во флоті (де спокійний час мало відрізняється від часу війни) обставити настільки можливо краще. Ліпшим утриманням і деякими пільгами притягнути до фльоти кращі сили країни. Зменшенням терміну вислуги на пенсію компенсувати завчасну, через тяжку службу, надірваність організму. Покласти всіх зусиль для популяризації фльоти в країні. Розвиток законоположень про піднесення особового складу фльоти прагнути до того, щоби завжди мати кращий особовий склад. Тоді Україна може сміло надіятися, що її фльота допоможе їй твердо стати на ноги, заняти в скорому часі належне місце серед культурних держав світу, а в тяжкі менти життя держави фльота її блискуче виконає свій обов’язок перед Батьківщиною.